# Richardiodes trimaculata
Richardiodes trimaculata är en tvåvingeart som beskrevs av Willi Hennig 1937. Richardiodes trimaculata ingår i släktet Richardiodes och familjen Richardiidae.
Artens utbredningsområde är Peru. Inga underarter finns listade i Catalogue of Life.